# Розенхаген, Густав
Густав Розенхаген (нем. Gustav Rosenhagen; 3 ноября 1866, Шлезвиг — 16 июля 1941, Гамбург) — немецкий филолог-германист.

## Биография
Вырос в городе Альтона, где его отец Фердинанд Розенхаген (1830—1920) многие годы занимал должность бургомистра. Изучал немецкую и классическую филологию в Тюбингенском, Лейпцигском и Берлинском университетах. В 1890 году защитил диссертацию в Киле. Преподавал в Гамбурге в Колониальном институте подготовки учителей, готовившем педагогические кадры для недавно приобретённых Германией колониальных владений. В 1919 году при создании Гамбургского университета кафедра немецкой филологии была предложена не Розенхагену, а его коллеге Конраду Борхлингу, чем Розенхаген был глубоко задет, однако уже в 1921 году он также получил должность профессора в университете. В 1928 году вышел в отставку.
Основные труды Розенхагена связаны со средневековой немецкой литературой. Среди прочего он впервые опубликовал роман поэта XIII века Штрикера «Даниэль из Цветущей долины» (Бреслау, 1894). Кроме того, Розенхаген работал над продолжением Немецкого словаря братьев Гримм, в 1914—1938 гг. подготовив семь выпусков со словами на букву Z. Он также написал около 100 статей для составленной К. Лангошем и В. Штамлером энциклопедии «Немецкая литература Средних веков».